# Spectrum Stadium
O Spectrum Stadium é um estádio localizado em Orlando, Flórida, Estados Unidos, possui capacidade total para 44.206 pessoas, é a casa do time de futebol americano universitário UCF Knights, o time da Universidade da Flórida Central (UCF), foi inaugurado em 2006.